# La Limita de Itaje
La Limita de Itaje är en ort i Mexiko.   Den ligger i kommunen Culiacán och delstaten Sinaloa, i den västra delen av landet, 1 000 km nordväst om huvudstaden Mexico City. La Limita de Itaje ligger 48 meter över havet och antalet invånare är 584.
Terrängen runt La Limita de Itaje är platt åt nordväst, men åt sydost är den kuperad. Runt La Limita de Itaje är det ganska tätbefolkat, med 155 invånare per kvadratkilometer. Närmaste större samhälle är Culiacán, 4,5 km sydväst om La Limita de Itaje. Runt La Limita de Itaje är det i huvudsak tätbebyggt.